# 玫瑰玫瑰我愛你 (電影)
《玫瑰玫瑰我愛你》是一部由彭綺華執導、劉鎮偉監製的香港喜劇片；該年香港電影總票房第11名，本片為92黑玫瑰對黑玫瑰的衍生作品，在1993年上映，並由梁家輝、鍾鎮濤、葉玉卿及劉嘉玲等主演。

## 劇情簡介
大盜麥基在搶劫的時侯被兩名警察呂奇和梁醒波抓著，但麥基居然把罪名推給黑玫瑰，自己在深夜逃出監獄，警方決定再派呂奇和梁醒波把他抓回來.....

## 人物角色
| 演員   | 角色   | 粵語配音 | 備註                                               |
| 梁家輝 | 呂奇   | 梁家輝   | 警察；和梁醒波一起合作把麥基抓回來，亦被黑玫瑰纏上 |
| 鍾鎮濤 | 梁醒波 | 陳欣     | 警察；和呂奇一起合作把麥基抓回來                   |
| 葉玉卿 | 美麗   | 黃玉娟   | 黑玫瑰；被麥基嫁禍，為了洗脱罪名，纏上呂奇         |
| 劉嘉玲 | 陳寶珠 | 沈小蘭   | 白玫瑰；白玫瑰黨的首領；麥基的舊愛                 |
| 任達華 | 麥基   | 高翰文   | 大盜；搶劫馬拉之星的時侯被呂奇和梁醒波抓著         |
| 陳加玲 | Lulu   |          | 白玫瑰黨三號                                       |
| 林保怡 | 譚德昌 | 陳永信   | 和呂奇同居                                         |
| 谷峰   | 阿伯   | 盧雄     | 把呂奇認成譚德昌的老伯                             |
| 盧雄   | 校長   | 盧雄     | 學校校長；白玫瑰黨二號                             |

## 電影音樂
- 插曲〈今天不回家〉

主唱：姚蘇蓉
作詞／曲：左宏元

- 插曲〈像霧又像花〉

主唱：徐小鳳
作曲：左宏元
填詞：黃河

## 外部連結
- 香港影庫上《玫瑰玫瑰我愛你》的資料（繁體中文）
- 開眼電影網上《玫瑰玫瑰我愛你》的資料（繁體中文）
- 豆瓣电影上《玫瑰玫瑰我愛你》的資料 （简体中文）
- 时光网上《玫瑰玫瑰我愛你》的資料（简体中文）
- 爛番茄上《玫瑰玫瑰我愛你》的資料（英文）